# Keyzer & De Boer Advocaten
Keyzer & De Boer Advocaten was een Nederlandse advocatenserie geproduceerd in een samenwerkingsverband door omroepen KRO en NCRV.

## Geschiedenis
Keyzer & De Boer Advocaten werd opgezet als kwaliteitsdramaserie, die, op een luchtige manier, meer inzicht moest geven over het wel en wee op een advocatenkantoor. De serie ging van start op 10 oktober 2005. De in Amsterdam opgenomen serie werd aanvankelijk uitgezonden op Nederland 1. Het eerste seizoen bestond uit 22 afleveringen, hierna werd de seizoenslengte gereduceerd tot 16 afleveringen.
Oorspronkelijk was men van plan het uitzendtijdstip van de serie met ingang van de vijfde aflevering te verplaatsen van de maandag- naar de zondagavond, maar uiteindelijk werd daar van afgezien. Met ingang van het derde seizoen werd de serie alsnog naar de zondag verschoven. Hierdoor verhuisde de serie wel van Nederland 1 naar Nederland 2. Dit bleek funest voor de kijkcijfers, die terugvielen van anderhalf, naar een half miljoen kijkers.
Op 5 juni 2008 maakt Lennart van der Meulen, de netcoördinator van Nederland 2, bekend, dat hij niet verder wilde met de advocatenserie, in verband met tegenvallende kijkcijfers. De producent Alain de Levita, de KRO en NCRV waren het niet eens met deze beslissing. Nog lange tijd werd geschermd met een eventuele overstap naar een andere zender, maar dit bleek uiteindelijk geen optie.

## Afleveringen
Meestal worden in de aflevering twee aparte zaken behandeld door de hoofdpersonages. Deze zaken spelen vaak in op de actualiteit, zo is er een aflevering waarin een meisje verkracht wordt door een tbs'er met verlof (enkele soortgelijke incidenten vonden plaats in 2004), en wordt een leraar bedreigd door een allochtone leerling (verwijst naar de moord op conrector Hans van Wieren). Daarnaast komt regelmatig het privéleven van de personages ook aan bod, zij het in een bijrol. Meestal begint de serie met het incident of de gebeurtenis die tot de belangrijkste rechtszaak in de aflevering zorgt.

## Productie
Voor het creëren van de personages, het taalgebruik, het schrijven van professionele tenlasteleggingen en pleidooien én voor de constructie van de rechtszaken was de medewerking van met name mr. Nico Meijering en mr. Leon van Kleef van advocatenkantoor Seegers, Meijering, Ficq & van Kleef belangrijk om de serie realistisch te houden.
De serie wordt geproduceerd door NL Film, Nijenhuis & de Levita Film en TV. Dit is het bedrijf van producenten Johan Nijenhuis en Alain de Levita.
- Hoofdschrijver,scripteditor en format: Ruud van Megen
- Schrijver en format: Maarten Lebens
- Schrijver: Barbara Jurgens
- Schrijver: Henk Apotheker
- Schrijver: Karin van der Meer
- Schrijver: Pieter Bart Korthuis
- Scripteditor: Lisette Schölvinck

Schrijvers van één aflevering: Frank Ketelaar, Lidewij Martens.

## Rolverdeling
In de serie speelden onder anderen Anneke Blok, Mary-Lou van Steenis, Anita Witzier, Peter Paul Muller, Dolf de Vries, Helmert Woudenberg en Stefan de Walle een gastrol. De acteur Bob van Tol speelde zijn laatste televisierol in de aflevering De zorgleerling uit het eerste seizoen.

#### Hoofdpersonages
| Acteur             | Personage            | Seizoen      |
| ------------------ | -------------------- | ------------ |
| Bram van der Vlugt | Marius de Boer       | 1 - 3        |
| Henriëtte Tol      | Nina Bisschot        | 1 - 3        |
| Porgy Franssen     | Pim Batenburg        | 1 - 3        |
| Roos Ouwehand      | Hannah de Swaan      | 1 - 3        |
| Daan Schuurmans    | Maarten Lommen       | 1 - 3        |
| Mara van Vlijmen   | Simone Heling        | 1 - 3        |
| Daphne Bunskoek    | Ricky van den Hoogen | 1 & 2 (gast) |
| Karien Noordhoff   | Sabrina Santos       | 2 & 3        |

#### Belangrijkste bijrollen
| Acteur            | Personage                             | Seizoen |
| ----------------- | ------------------------------------- | ------- |
| Hans Kesting      | Officier van Justitie Frits Oostwegel | 1 - 3   |
| Han Kerckhoffs    | Rechter Haaksbergen                   | 1 - 3   |
| Olga Zuiderhoek   | Rechter Orbons                        | 1 - 3   |
| Jules Hamel       | Rechter Weerdenstein                  | 1 - 3   |
| Betty Schuurman   | Rechter Mols                          | 1 - 3   |
| Kenneth Herdigein | Rechter Fischer                       | 1 - 3   |
| Cecile Heuer      | Rechter Hofstra                       | 1 - 3   |
| Alice Reys        | Jessica Lommen                        | 1 - 3   |
| Pip Pellens       | Lisette de Swaan                      | 1 - 3   |
| Lineke Rijxman    | Officier van Justitie Mariëtta Klein  | 1 & 2   |
| Jaap Spijkers     | Rechter Carel van Veere               | 2 & 3   |
| Meral Polat       | Officier van Justitie Selma Çulik     | 2 & 3   |
| Felix Jan Kuipers | secretaris Emile van der Meer         | 1       |
| Marcel Musters    | Jim                                   | 2 & 3   |